# Sichuan Airlines
Sichuan Airlines (code AITA : 3U ; code ICAO : CSC) (chinois : 四川航空) est une  compagnie aérienne chinoise, basée à Chengdu, dans la province du Sichuan.

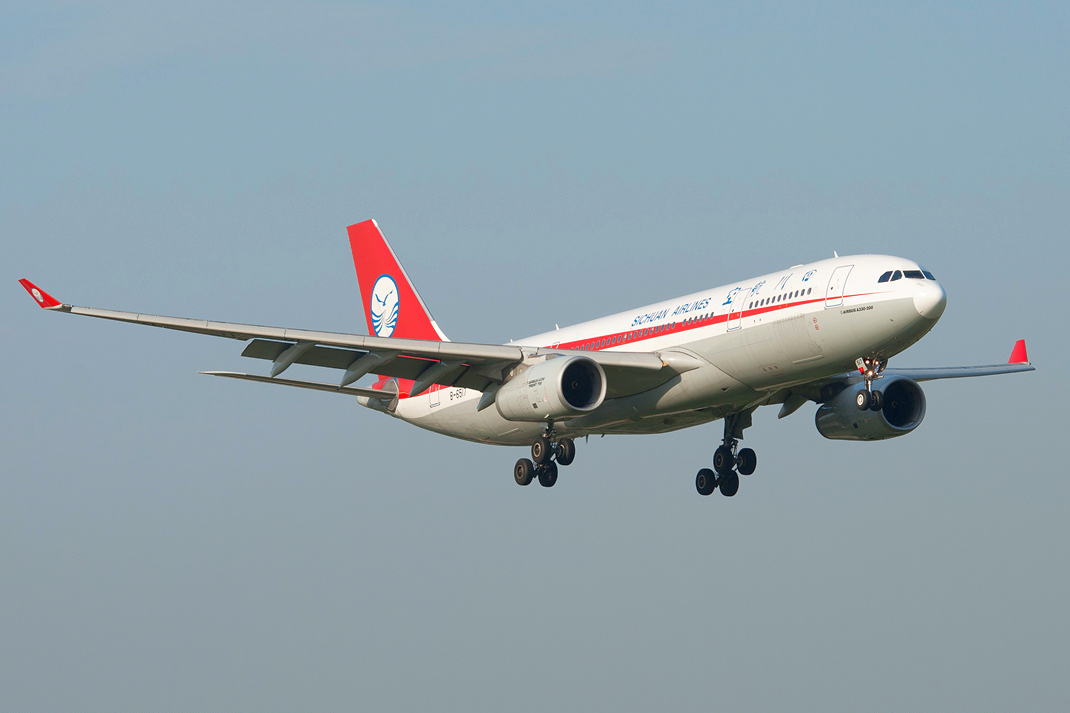
Un Airbus A330-200 de Sichuan Airlines à l'aéroport de Chengdu.

## Histoire
La compagnie a été fondée le 19 septembre 1986, son premier vol a eu lieu le 14 juillet 1988, reliant Chengdu à Wanzhou.

## Flotte

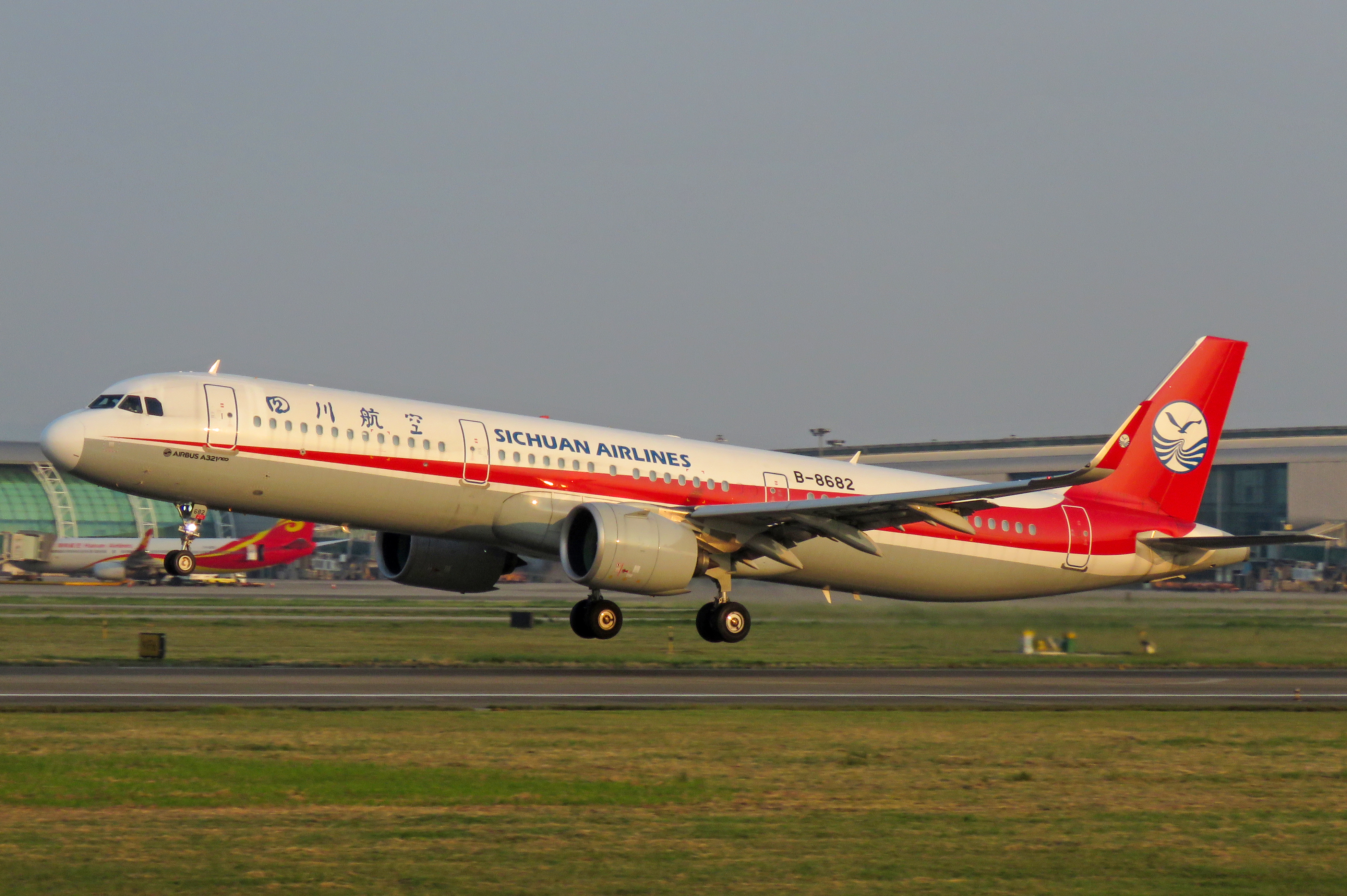
Airbus A321neo

En novembre 2024, la flotte de Sichuan Airlines est composée des appareils suivants:
- Elle fait partie des six compagnies chinoises à avoir commandé en décembre 2005 150 appareils de la famille A320 à Airbus.